# Узы любви (телесериал, 1995)
«Узы любви» (исп. Lazos de amor) — мексиканская теленовелла 1995 года производства телекомпании Televisa.

## Краткое содержание
В центре сюжета — Мария Гваделупе, Мария Фернанда и Мария Паула, идентичные тройняшки (всех их играет Лусеро) с разными, сложными характерами. В детстве все трое стали жертвами автокатастрофы, в которой погибли их родители.
В результате аварии Мария Гваделупе считается погибшей (она исчезает, упав в реку). Ей удаётся выжить, но она страдает амнезией и забывает, что у неё есть семья и две сестры. Ана Салас, переживающая трагедию смерти матери, спасает Марию Гваделупе и воспитывает её как родную дочь, даже после того, как узнаёт, кто она на самом деле. Мария Фернанда из-за аварии становится слепой, но она не верит, что сестра погибла и хочет разыскать её. Третья сестра, Мария Паула, уверена в смерти Марии Гваделупе, она отличается от других сестёр тем, что гламурна, эгоистична и невероятно ревнива.
Проходят годы, и тройняшки становятся взрослыми. Мария Фернанда и Мария Паула живут вместе со своей бабушкой Мерседес и дядей Эдуардо. Мерседес не теряет надежды найти свою потерянную внучку, что не входит в планы надменной и жестокой Марии Паулы. Девушка скрывает страшную тайну: она испытывает к своему дяде совсем не родственные чувства. В результате ссоры Мария Паула убивает невесту Эдуардо — Нэнси. Добрая и застенчивая Мария Фернанда влюблена в Херардо, но его отец против брака сына со слепой девушкой. Бабушка девочек, Мерседес, и их дядя, Эдуардо, годами ищут пропавшую Марию Гваделупе.
Болезнь заставляет Марию Гваделупе и Ану переехать в Мехико. Там Мария Гваделупе влюбляется в Николаса, недавно переехавшего в Мексику к бабушке. В их отношения вмешиваются родители Вирхинии, девушки безнадёжно влюблённой в Николаса. Узнав о смертельной болезни дочери, они просят Николаса скрасить её последние дни. Живя в страхе, что кто-то может узнать её дочь, Ана ограничивает действия Марии Гваделупе, но бабушка Николаса узнаёт тайну Аны, хотя никому об этом не рассказывает.
Однажды Мария Гваделупе встречается с Марией Фернандой, и её жизнь полностью меняется: она понимает, что все эти годы мать ей лгала. Девушки начинают дружить, Мария Гваделупе приходит на свадьбу сестры. Однако она не спешит признаться семье, боясь, что навредит Анне, которою родственники считают главной виновницей пропажи девочки. Мария Паула делает всё, чтобы сестра не смогла занять законное место в их семье, но однажды в припадке ярости убивает своего дядю Эдуардо и кончает с собой. Узы любви в конце концов сближают двух оставшихся сестёр, неожиданно переплетаясь с судьбами тех, кто их окружает.

## Исполнители ролей
- Лусеро — Мария Гваделупе, Мария Фернанда, Мария Паула Ривас, Лаура Утурбе
- Луис Хосе Сантандер — Николас Миранда
- Марга Лопес — Мерседес Утурбе
- Луис Баярдо — Эдмундо Сандоваль
- Демиан Бичир — Валенте Сигура
- Мати Уитрон — Ана Салас
- Фелисия Меркадо — Нэнси Бальбоа
- Вероника Мерчант — Вирхиния
- Гильермо Муррай — Алехандро Молина
- Ана Луиса Пелуффо — Аурора Кампос
- Отто Сирго — Эдуардо Ривас
- Сильвия Дербес — Милагрос
- Хуан Мануэль Берналь — Херардо Сандоваль
- Барбара Корсега — Флор
- Мариана Карр — Сусана Ферейра
- Алехандра Пениче — Хульетта
- Фабиан Роблес — Геновево «Гено» Рамос
- Анхелика Вале — Тере
- Гильермо Сарур — Профессор Мариано Лопес
- Орландо Мигель — Освальдо Ларреа
- Эрик Рубин — Карлос Леон
- Виктор Карпинтейро — Хавьер
- Хуан Карлос Коломбо — Самуэль Леви
- Артуро Лорка — Хосе де Хесус
- Моника Санчес — Диана
- Эрнесто Лагуардия — Бернандо Ривас
- Марисоль Сантакрус — Патрисия
- Карла Талавера — Роси
- Моника Мигель — Чоле
- Гастон Тусе — Нестор Миранда
- Рафаэль Басан — Марито
- Гиован Д'Анхело — Армандо
- Лусеро Леон — Эухения
- Родриго Монтальво — Хулиан
- Марикармен Вела — Соила
- Сильвия Эухения Дербес — Ольга
- Клаудия Гальвес — Беатрис
- Клаудио Сорель — Артемио Хуарес
- Пабло Монтеро — Оскар Эрнандес
- Алехандро Авила — Хорхе
- Сильвия Пиналь — камео
- Летисия Кальдерон — ассистентка Сильвии Пиналь

### Административная группа
- Сценаристы: оригинальный текст — Кармен Даниэльс, Тере Медина
- режиссёры-постановщики — Мигель Корсега, Моника Мигель
- операторы-постановщики — Алехандро Фрутос
- Вокальные партии — Лусеро

## Дубляж нарусский язык

### Роли дублировали
Татьяна Васильева, Ирина Маликова, Юрий Петров и Александр Рахленко.

## Награды и премии
В 1996 году телесериал был 24 раза номинирован на премии TVyNovelas, Eres, Diosa de Plata, Aplauso, El Heraldo и Premios Especiales, победив в 17 номинациях.